# هيرشل سيلفرمان
هيرشل سيلفرمان (بالإنجليزية: Herschel Silverman)‏ هو شاعر أمريكي، ولد في 17 أبريل 1926 في نيويورك في الولايات المتحدة، وتوفي في 19 سبتمبر 2015.